# Suitland
Ne doit pas être confondu avec Suitland-Silver Hill.
Suitland est une census-designated place américaine située dans le comté de Prince George, dans l'État du Maryland.